# Euphyia festa
Euphyia festa är en fjärilsart som beskrevs av Louis Beethoven Prout 1939. Euphyia festa ingår i släktet Euphyia och familjen mätare. Inga underarter finns listade i Catalogue of Life.